# Schaarsprong

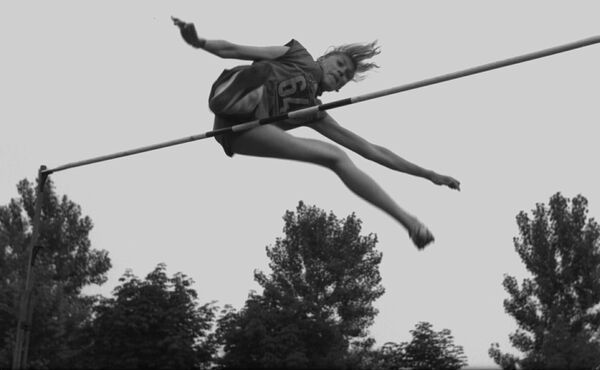
Schaarsprong uitgevoerd door Iolanda Balaș.

De schaarsprong is in de atletiek een verouderde techniek bij het hoogspringen. In het Engels wordt met scissor technique de sprongmethode aangeduid die in het Nederlands meestal Schotse sprong wordt genoemd. De schaarsprong is een geavanceerder variant van de Schotse sprong, die in het Engels Eastern cut-off heet. Bij beide technieken scharen de benen.
Bij de schaarsprong werd, anders dan bij de Schotse sprong, tamelijk recht op de lat aangelopen, onder een hoek van ongeveer 60 graden. De beenbewegingen lijken op die van de Schotse sprong, maar de romp passeerde in zijlig de lat, met het bekken eerst en het hoofd als laatst. Iolanda Balaș was de laatste van de topatleten die de techniek gebruikte. Op de zwartwit-foto komt ze van rechts, haar rechterbeen gaat eerst over de lat, het linkerbeen (afzetbeen) is bezig de romp te passeren.

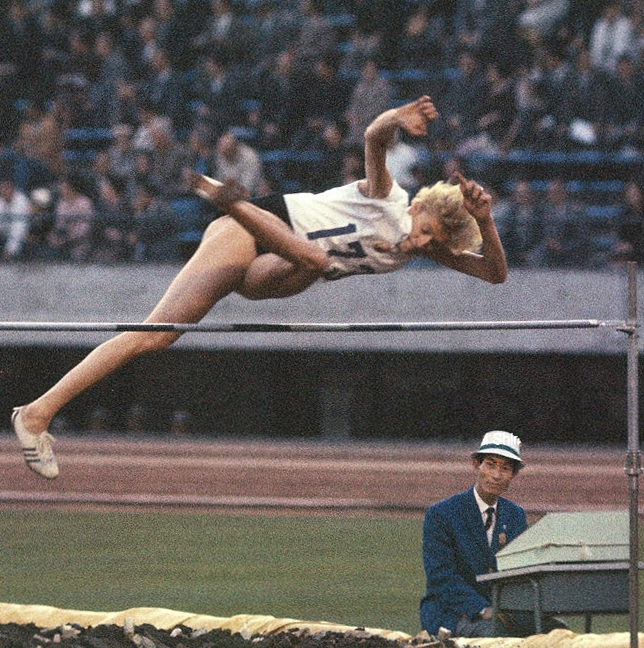
Iolanda Balaș in 1964

In de tijd dat de mannen zich vooral van de rolsprong bedienden, bracht zij met haar variant van de schaarsprong het wereldrecord tot grote hoogten. Zij heeft maar liefst twaalfmaal het record verbeterd, beginnend in 1958 met een sprong over 1,78 m en eindigend met 1,91 m in 1961, een hoogte die pas tien jaar later door Ilona Gusenbauer met de rolsprong werd overtroffen.
De schaar wordt soms nog gebruikt in plaatsen zonder moderne atletiekfaciliteiten.